# Laetoli

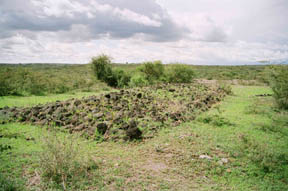
Stanowisko w Laetoli

Laetoli (w języku masajskim oznacza „czerwona lilia”) – stanowisko archeologiczne w północnej Tanzanii, około 50 km na południe od Wąwozu Olduwai; znane z zachowanych w skamieniałych popiołach wulkanicznych odcisków stóp dwóch przedstawicieli Australopithecus afarensis. Odkrycia tropów dokonała w 1978 Mary Leakey. Osady, w których zachowały się ślady stóp są datowane metodą potasowo-argonową na 3,6 mln lat. Oprócz odcisków stóp człowiekowatych znaleziono również odciski wielu zwierząt, m.in.: hien, pawianów, żyraf, nosorożców, zajęcy, gazeli, antylop, bawołów oraz hipparionów.
|                       | Hominid 1   | Hominid 2   |
| --------------------- | ----------- | ----------- |
| Długość stopy         | 21,5 cm     | 18,5 cm     |
| Szerokość stopy       | 10 cm       | 8,8 cm      |
| Długość kroku         | 47,2 cm     | 28,7 cm     |
| Przypuszczalny wzrost | 1,34–1,56 m | 1,15–1,34 m |